# Слуцкое кладбище
Слуцкое кладбище — многоконфессиональное кладбище в городе Слуцке (Минская область, Беларусь), находится на улице 14 Партизан. Его площадь составляет 5,6 га.

## История
Кладбище возникло на северо-востоке Слуцка на некотором расстоянии от города за Островской брамой несколько веков назад. Точная дата неизвестна. Сюда вела дорога, которая в XIX веке называлась улицей Кладбищенской, а сейчас это улица 14 Партизан. Кладбище имело православную, католическую, протестантскую (кальвинистскую и лютеранскую) части, разделенные рвами.
На православной части в конце XVIII века была построена небольшая (15 м²) деревянная Варваринская церковь, которая сгорела на кануне Пасхи в ночь с 7 на 8 апреля 1953 года. Рядом находился домик священника. Около церкви похоронен иеромонах Макарий (умер в 1928 году), во время пожара его деревянная ограда и крест были повреждены. С правой стороны от входных ворот на кладбище стояла церковная колокольня. Она была построена или восстановлена в 1875 году. От входных ворот, к храму вела тропинка, которая существует и сейчас.
Вход на католическую часть с улицы Кладбищенской начинался каменной брамой. В 1820 году неподалеку от нее появился деревянный костел. Он простоял двадцать лет, а в середине XIX века на его месте появилась деревянная часовня в честь «Снятия с Креста Спасителя», которая до наших дней не сохранилась.
Согласно данным метрических книг, протестантов стали хоронить на этом кладбище с 1797 года. От лютеранской части практически ничего не осталось, эти захоронения отличались надписями на немецком языке. Кальвинисткая часть находится в северной части кладбища. Сохранилось около 20 могил с надписями на польском языке, в основном это захоронения учителей слуцкой гимназии.
В 1945 году на кладбище появились братские могилы, куда перезахоронивали погибших во время немецкой оккупации.
Решением Слуцкого горисполкома от 13 марта 1947 года было закрыто еврейское кладбище, находящееся в районе улицы Строителей, а в начале 1970 года оно было ликвидировано. С тех пор на городском кдадбище появилась еще и еврейская часть. Слуцкий пинкас, который велся с 1679 по 1924 годы, зарегистрировал более 20 тысяч захоронений. В настоящее время он хранится в Национальной библиотеке Израиля.
Городское кладбище было закрыто в сентябре 1981 года.

## Мемориальный комплекс
Решением местных властей от 24 марта 1945 года было положено начало возникновения мемориального комплекса: «Отвести на городском кладбище места под братские могилы. Туда переносить прах воинов и партизан, погребённых в полях, огородах, скверах или иных местах, и с почестями похоронить. Закончить работы до 10 апреля 1945 года».
В документах упоминались могилы № 1 и № 2. Рядом с ними были установлены деревянные памятники с красными звёздами.
Со временем они обветшали, и в конце мая 1956 года вместо них были установлены оштукатуренные каменные. Позже на воинских захоронениях появилась третья братская могила. Дело в том, что в середине 1960-х годов во время расширения 1-го военного городка на улице Виленской были обнаружены массовые захоронения жертв слуцкого концлагеря, который располагался здесь в годы оккупации. Часть останков военнопленных и мирных жителей были перенесены на братские могилы.
Мемориальный комплекс состоит из трёх братских могил, семиметровой скульптуры воина со связкой гранат, монументальных бастиона и ворот с рельефными изображениями. Над проектом работали: скульптор Константин Сорока и художник Владимир Кузьменко.
Предполагалось, что комплекс будет открыт в 1974 году к 30-летию освобождения Беларуси, однако это произошло 9 мая 1975 года.
В 1984 году комплекс был реконструирован и дополнен новыми архитектурными элементами. Работы по его благоустройству продолжались в последующие десятилетия и к 70-летию Победы (2015 год) он приобрёл завершённый гармоничный облик.
На слуцком кладбище имеются следующие братские могилы:
1. Мемориальный комплекс — похоронено 360 человек.
2. Братская могила — похоронено 13 воинов-казаков, известны имена 10 человек.
3. Братская могила советских воинов — похоронено 14 тысяч воинов, партизан, военнопленных и мирных жителей, погибших в концентрационном лагере в 1941—1944 годах, находившегося на территории 1-го военного городка, имена неизвестны.
4. Братская могила советских воинов — похоронено 340 воинов, погибших при освобождении Слуцка, известны имена 2 человек.

## Могилы известных людей
- Войнилович, Тадеуш Антонович (1804—1878) — предводитель дворянства Слуцкого уезда, дядя Эдварда Войниловича.
- Левонян, Вайк Амаякович (1823—1945) — герой Советского Союза.
- Мевес, Михаил Троянович (1835—1905) — генерал от инфантерии, член Военного совета.
- Обухович, Ольгерд (1840—1898) — белорусский писатель, переводчик.
- Сымонович, Антон (1860—1912) — генерал.
- Тистров, Николай Васильевич (1833—1870) — генерал-майор.

## Галерея

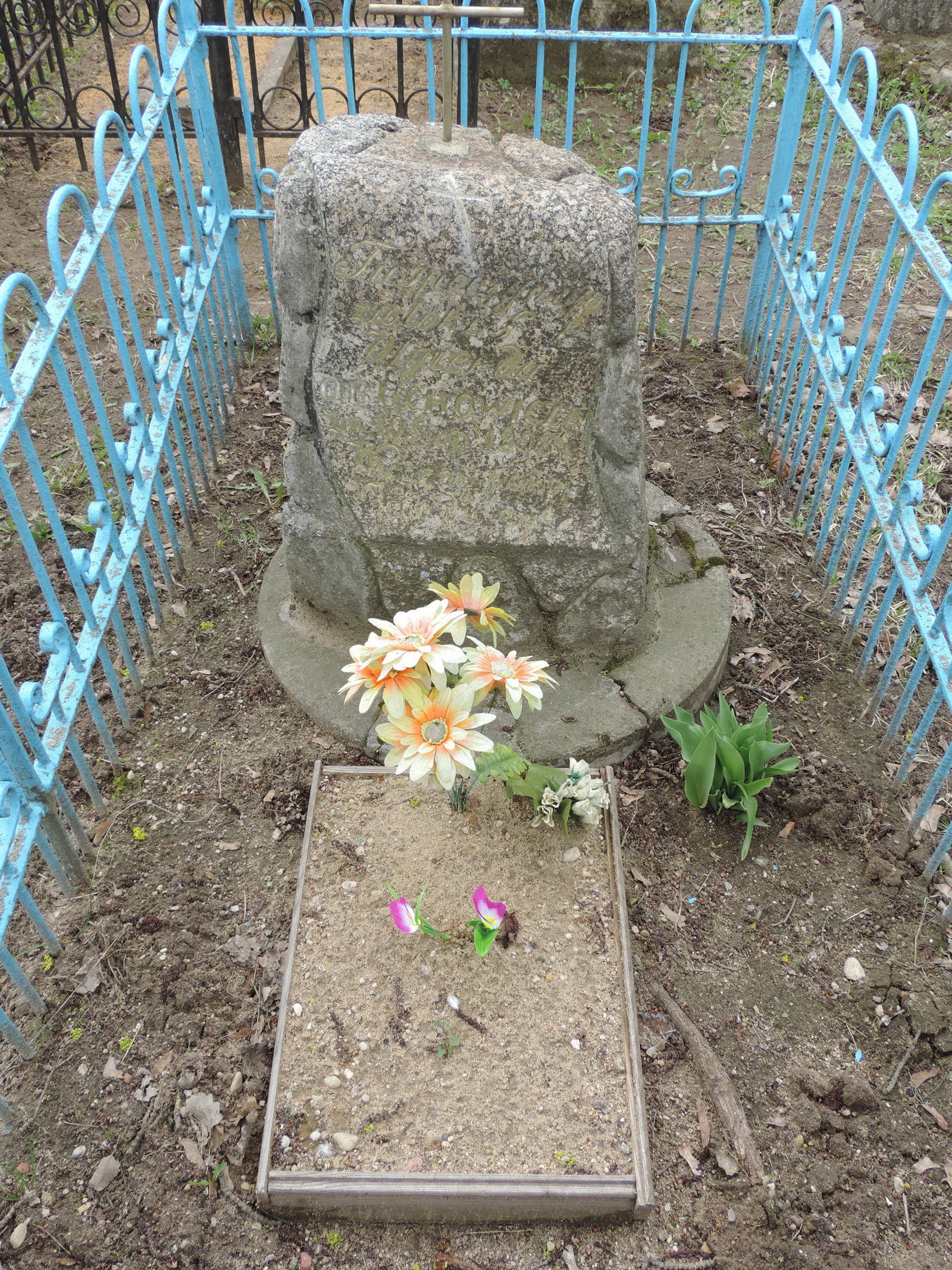
Могила Ольгерда Обуховича
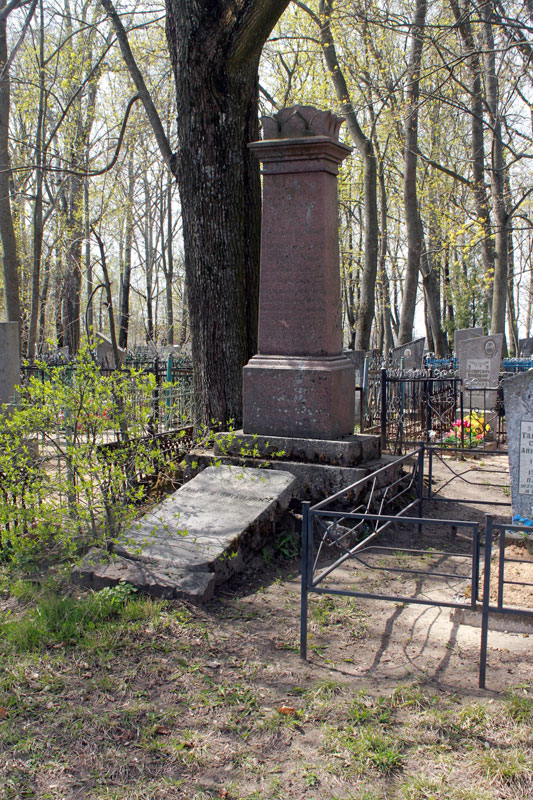
Захоронение Войниловичей
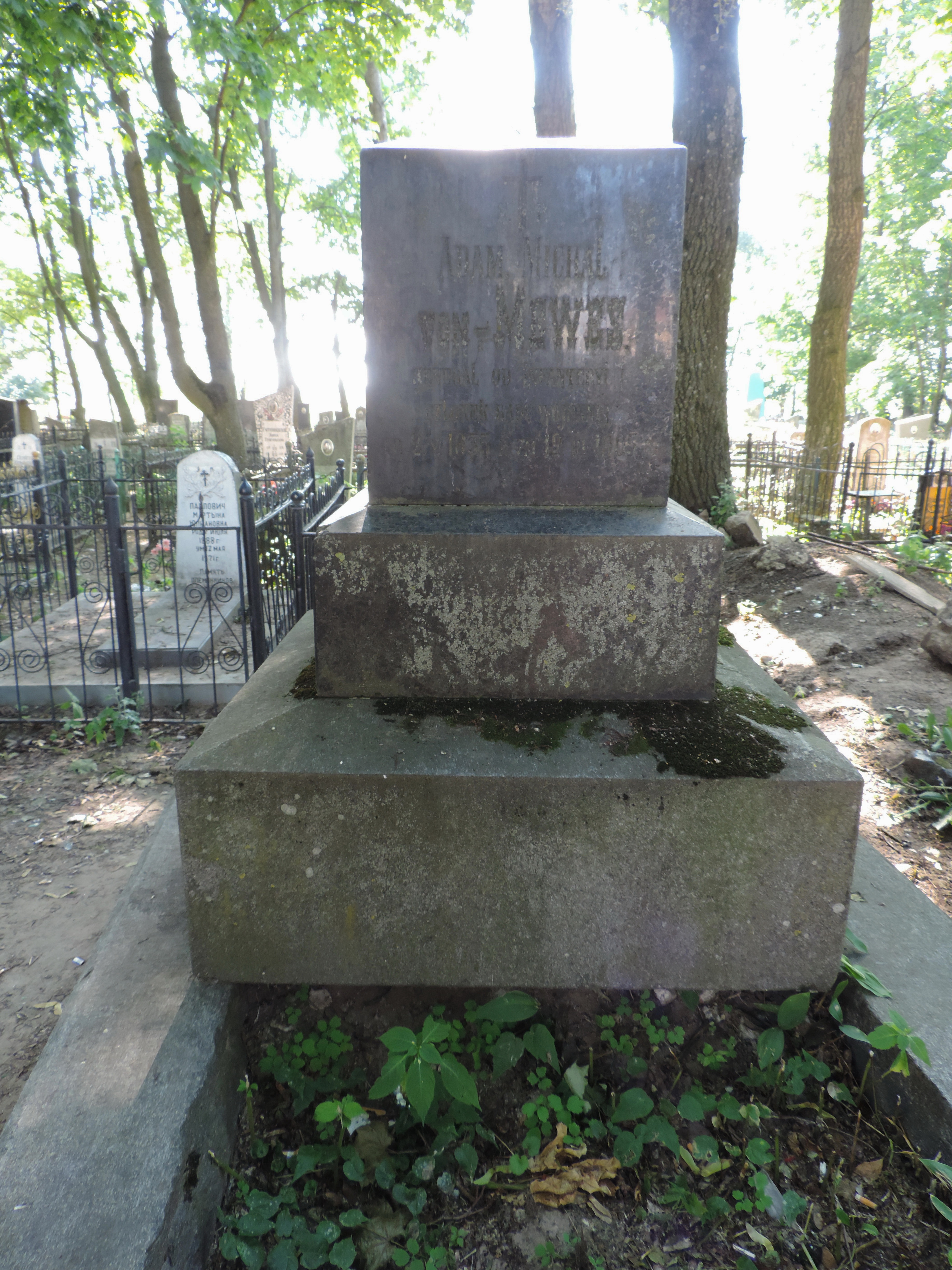
Могила генерала Михаила фон Мевеса
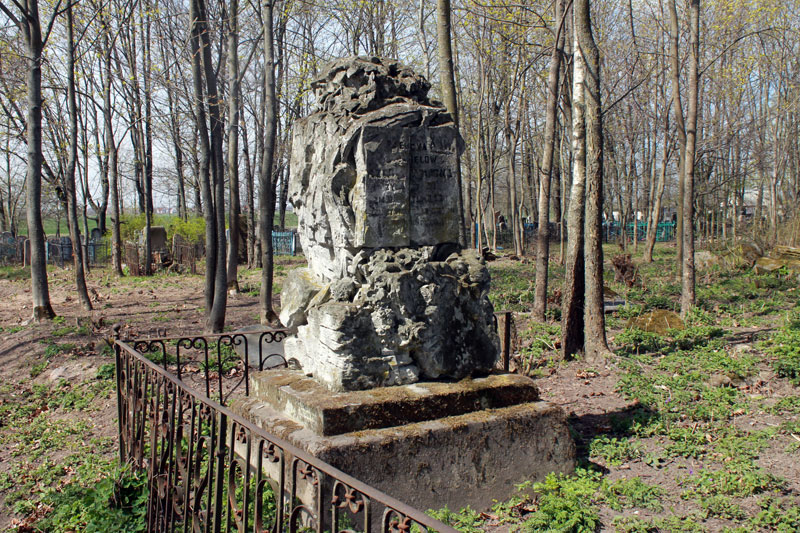
Памятник в протестанской части кладбища
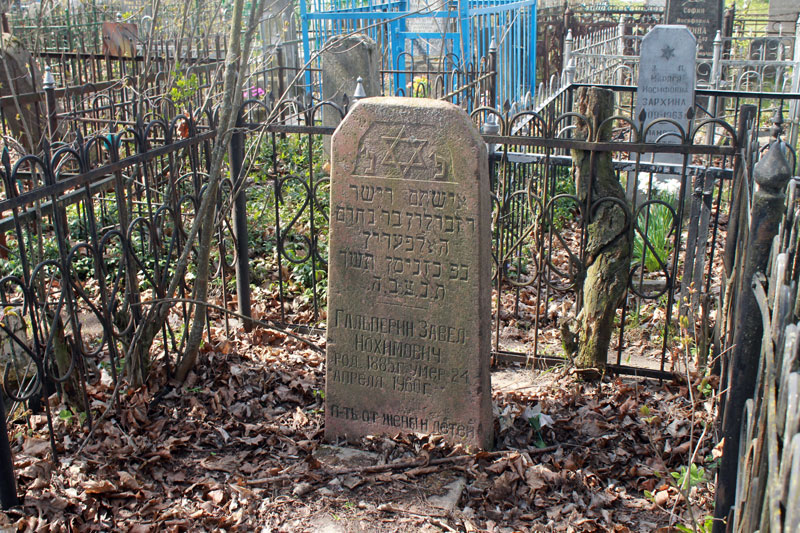
Памятник в еврейской части кладбища
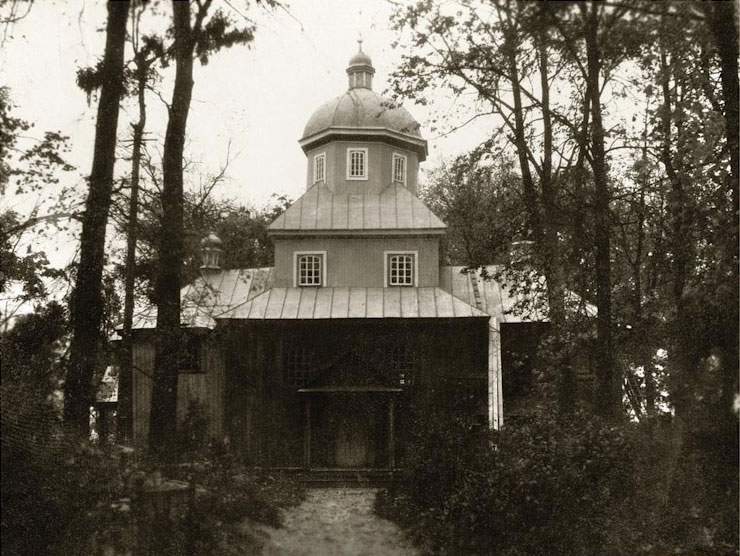
Варваринская церковь, не сохранилась